# Каур, Амрит
Райкумари Бибиджи Амрит Каур Ахлувалия (хинди राजकुमारी अमृत कौर, англ. Amrit Kaur; 2 февраля 1887, Лакхнау, Северо-Западные провинции — 6 февраля 1964, Нью-Дели) — активный борец за независимость Индии, общественный, политический и государственный деятель. Первый министр здравоохранения Индии (1947—1957). Министр спорта и министр связи Индии (1951—1952).

## Биография

### Ранние годы и образование
Родилась в семье раджи Харнама Сингха из Капуртхалы. Представительница рода Джасса Сингх Ахлувалия. Отец покинул Капуртхалу после конфликта из-за престолонаследия, стал управляющим поместьями в бывшем княжеском штате Ауд. Там по настоянию миссионера из Бенгалии Голакнатха Чаттерджи он обратился в христианство. Позже Сингх женился на дочери Чаттерджи, Присцилле, у них было десять детей, из которых Амрит Каур была младшей и единственной дочерью.
Она выросла протестанткой и получила раннее образование в Шернбурской школе для девочек в Дорсете, Англия. Затем получила высшее образование в Оксфордском университете и в 1918 году вернулась на родину.

### Национально-освободительная борьба
Стала участником Индийского национально-освободительного движения. Её отец был тесно связан с лидерами Индийского национального конгресса, включая Гопала Кришну Гокхале, который часто бывал в их доме. Её привлекли идеи Махатмы Ганди, с которым она познакомилась в Бомбее (Мумбаи) в 1919 году. На протяжении 16 лет она была одним из секретарей Ганди и его советником, в частности, по вопросам избирательного права и равенства женщин. Их переписка впоследствии была опубликована в виде сборника писем под названием «Письма Райкумари Амрит Каур». После Амритсарской бойни стала ярым критиком британского правления в Индии и в течение многих лет оставалась одним из лидеров, борющихся за свободу Индии.
Была одним из основателей Общеиндийского женского комитета Индийского национального конгресса. За активную общественно-политическую деятельность несколько раз арестовывалась и находилась в заключении. В частности, как представитель Индийского национального конгресса в 1937 году она отправилась с миссией доброй воли в Банну, британские власти владычества обвинили её в подстрекательстве к мятежу и заключили в тюрьму.
В 1927 году выступила соучредителем Всеиндийской женской конференции, в 1930 году стала её секретарем, а в 1933 году — президентом. Выступала против практики пурды, детских браков, выступала за отмену системы в Индии традиции девадаси. Также отстаивала идею всеобщего избирательного права.

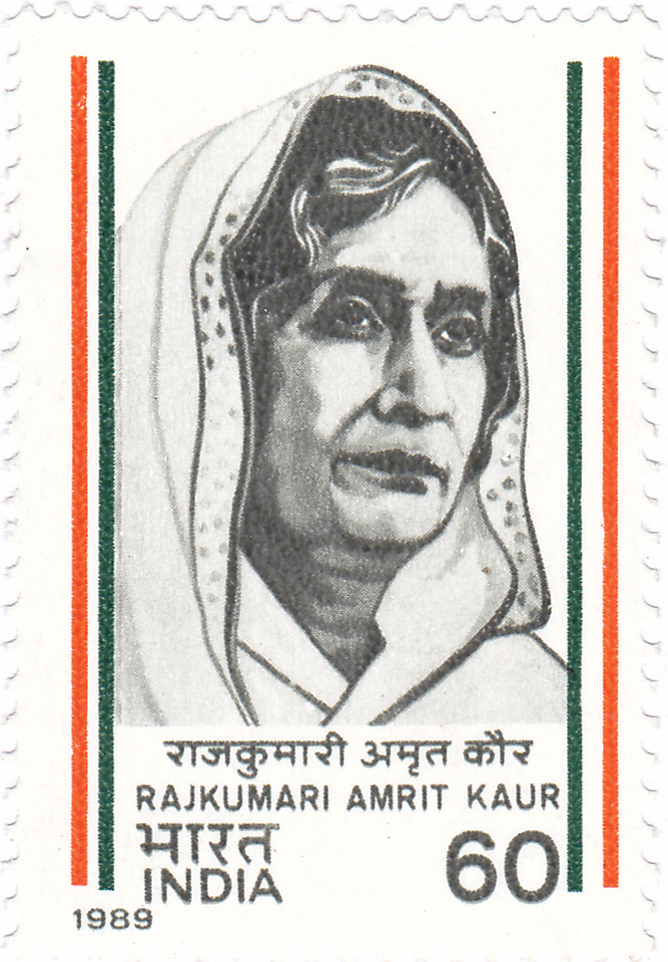
Амрит Каур на почтовой марке Индии. 1989

### В независимой Индии
После обретения Индией независимости (1947) была избрана в 1949 году депутатом Учредительного собрания, на котором была принята Конституция Индии. Также поддержала предложение о едином гражданском кодексе Индии.
Стала первой женщиной, возглавившей министерство в Индии. В 1947—1957 годах занимала пост министра здравоохранения Индии в кабинете Джавахарлала Неру. Провела несколько реформ здравоохранения в Индии, возглавляла кампанию по борьбе с распространением малярии в Индии и кампанию по искоренению туберкулёза, а также, крупнейшей в мире программы вакцинации БЦЖ. Входила в состав руководства Всемирной организации здравоохранения.
Сыграла важную роль в создании Всеиндийского института медицинских наук (AIIMS) в Нью-Дели и стала его первым президентом. Получила широкую известность своим вкладом в дело защиты прав женщин, в создании Индийского совета по защите детей.
В течение четырнадцати лет была председателем Общества Красного Креста Индии. Входила в состав советов государственных комитетов по борьбе с туберкулёзом и проказой.
Будучи министром спорта, основала Национальный спортивный клуб Индии.
В 1951—1952 годах — министр связи Индии.
С 1957 года и до конца жизни — член Раджья сабха — верхней палаты Парламента Индии.
С 1958 по 1963 год являлась президентом Всеиндийского автомобильного конгресса в Дели. До конца жизни возглавляла Всеиндийский институт медицинских наук, Ассоциацию туберкулёза Индии и Корпус скорой помощи Св. Иоанна.
В 1947 году была названа женщиной года по версии журнала Time.